# 杜尚·伊夫科维奇
杜尚·伊夫科维奇（羅馬化：Dušan Ivković，1943年10月29日—2021年9月16日），塞尔维亚篮球运动员、教练。他曾带领南斯拉夫国家队参加1988年夏季奥林匹克运动会篮球比赛，获得一枚银牌。